# Louis Moufflet
Pour les articles homonymes, voir Moufflet.
Louis Joseph Moufflet, né à Menton le 4 mai 1869, est un militaire français. Pendant la Première Guerre mondiale, il met sur pied les Sections d'équipages canins d'Alaska (ou SECA) sur le front des Vosges.

## Biographie

### Début de carrière
Louis Moufflet est né à Menton (Alpes-Maritimes) le 4 mai 1869. Marié à Anne Martin le 17 avril 1899 à Lyon (Rhône), il est père de deux enfants, Charles et Georges. Il est bachelier es sciences et es lettres et parle couramment l'anglais. C'est un militaire de carrière au 62e bataillon de chasseurs alpins, un bataillon de réserve issu du 22e bataillon.
À sa sortie de l’École militaire d’infanterie, il est affecté au 158e régiment d'infanterie comme sous-lieutenant puis lieutenant, du 1er avril 1897 au 12 octobre 1901.

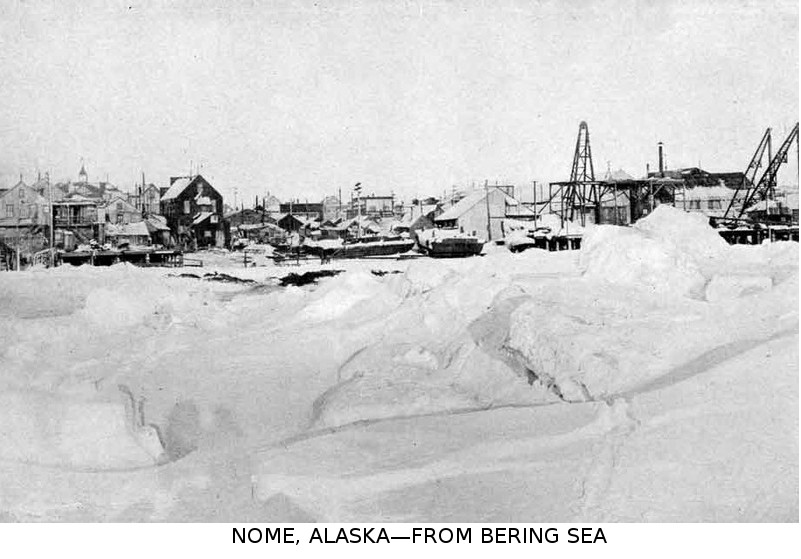
Ville de Nome

En 1911, il prend un congé sans solde pour se rendre à Nome en Alaska afin d'exploiter une mine d'or. À l'issue de son congé sans solde, il revient en France et confie la gestion de son exploitation minière à René Haas, ingénieur.
Au déclenchement de la Première Guerre mondiale, en août 1914, il est promu capitaine. Il est blessé cinq fois pendant la bataille de Saint-Dié.

### Genèse des SECA
Pendant l'hiver 1914, les ravitaillements sur le front des Vosges sont considérablement perturbés par la neige. Les chevaux et les mulets ne sont pas adaptés pour des transports dans ces conditions. Le capitaine Moufflet, ayant séjourné au Canada, imagine une section de chiens de traîneau pour pallier ce problème.

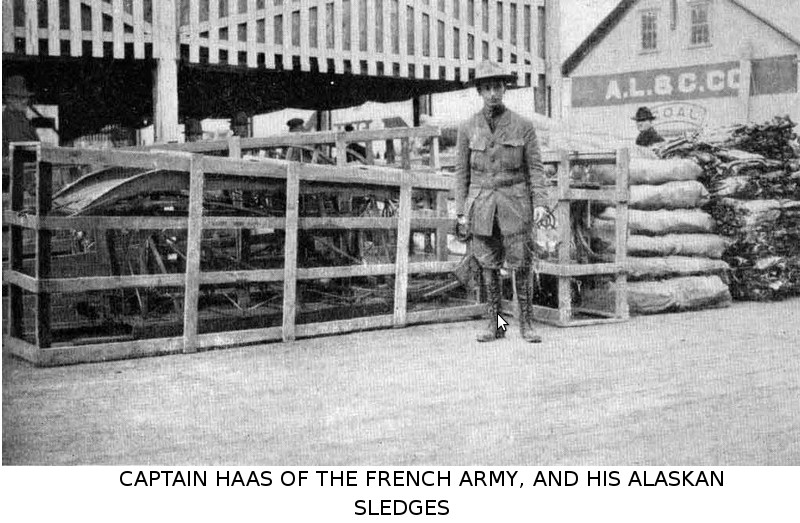
René Haas et les traîneaux, en Alaska

Sous son impulsion et avec l'aide du lieutenant René Haas du 119e régiment d'infanterie territoriale, ils déploieront avec succès à partir de décembre 1915 des équipages de chiens de traîneau sur le front des Vosges en soutien logistique et approvisionnement des postes avancés,.
En septembre 1915, le Général Maud'huy commandant la 7e armée approuve le projet.
Officialisée le 7 août 1915 par Alexandre Millerand, alors Ministre de la guerre, une mission, classée "secret" et "très urgent", est confiée à Louis Moufflet : acheter 400 chiens et le matériel nécessaires aux SECA pour 40 traîneaux, en Amérique.
Les papiers nécessaires à la mission sont signés 12 août 1915 (ordre de mission et laissez-passer).

### Mission en Amérique

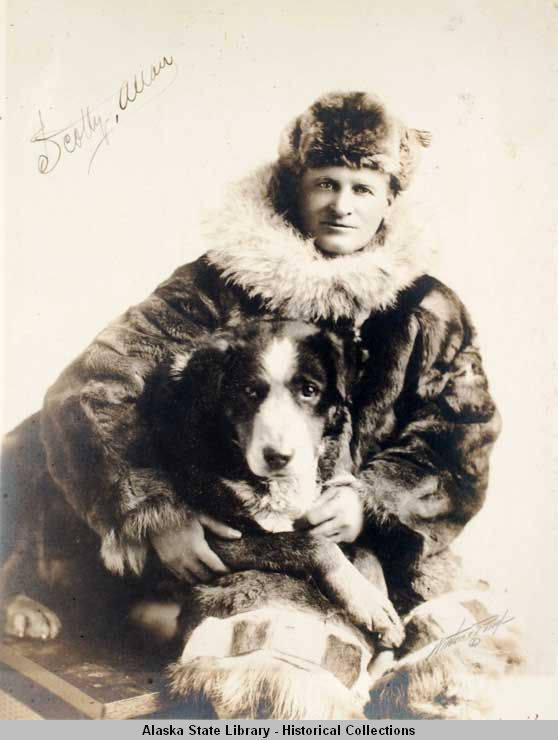
Scotty Allan

Le capitaine Moufflet se charge de la recherche des chiens de meute dans la région de Québec. Le lieutenant Haas est chargé de trouver les chiens de tête en Alaska. Aidé par Allan Alexander Allan dit Scotty Allan, musher qu'il a connu lors de son séjour de chercheur d'or en Alaska, il rassemble 104 chiens et deux tonnes de saumon séché. Quittant l'Alaska, territoire américain alors pays neutre et pour partie germanophile, le convoi traverse le Canada en train et arrive à Montréal où ils retrouvent le capitaine Moufflet, qui a quant à lui réuni 336 chiens d'attelage. La meute est constituée et regroupe 440 chiens.

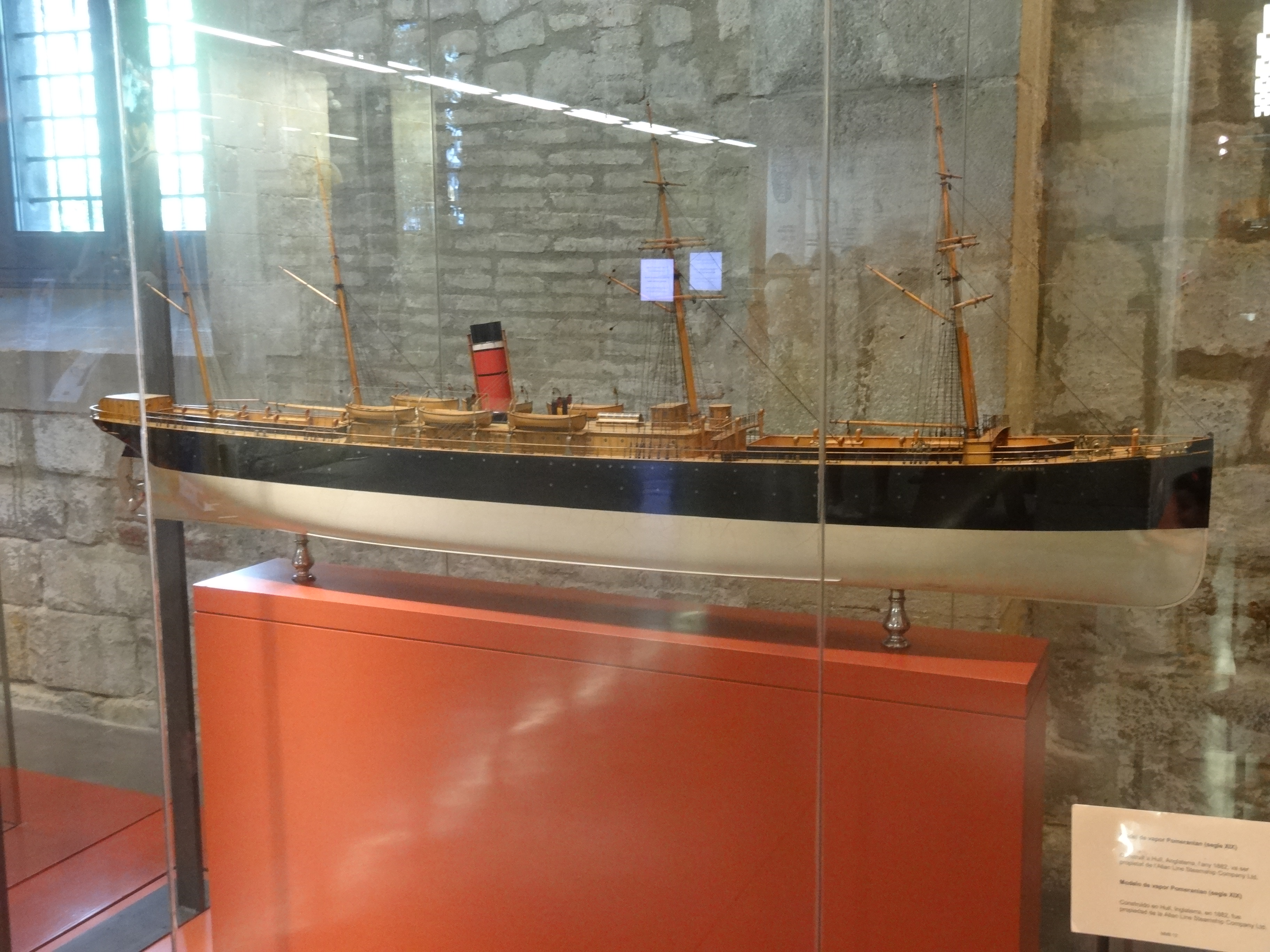
Le Pomeranian

Ils quittent Montréal le 21 novembre 1915 à 5 heures du matin, embarquant à bord du dernier bateau quittant l'estuaire du Saint-Laurent avant qu'il ne soit pris par les glaces de l'hiver, le Pomeranian, affrété par la compagnie Allan line. La traversée se déroule dans les tempêtes des hauts latitudes pour éviter les attaques des sous-marins allemands. Quatre chiens sont morts écrasés durant les tempêtes.

### Arrivée en France
Le vaisseau arrive au Havre le 5 décembre 1915, avec ses 436 chiens, 70 traîneaux et de 440 harnachements. Ils sont acheminés vers les Vosges,,,,,.
Deux Sections d'équipages de chiens d'Alaska (dites SECA) sont créées :
- première section : commandée par le lieutenant Haas et installée au Tanet assure le soutien des 151e et 127e divisions d'infanterie ;
- deuxième section : commandée par le lieutenant Hérodier et installée au Breitfirst soutien des 52e, 96e et 13e divisions d'infanterie[9].

Faisant suite à une inspection en automne 1918 de Pierre Mégnin, directeur adjoint du service des chiens de guerre, le commandement des deux SECA est confié au Lieutemant Hérodier en novembre 1918.

### Missions des SECA

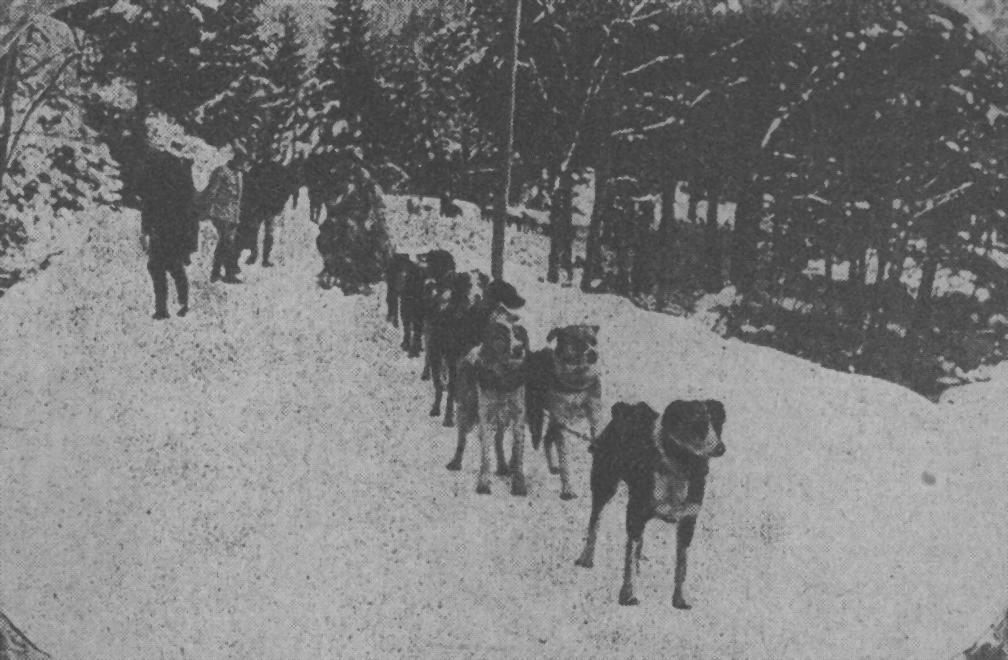
Un attelage des SECA

Les sections ont effectué des missions de ravitaillement, d'appuis logistiques mais aussi d'évacuations des blessés. Ils seront des auxiliaires irremplaçables sur le front vosgien jusqu’à la fin de la Première Guerre mondiale.
Le 1er avril 1918, les équipages canins furent rattachés à la 50e compagnie du 19e escadron du train des équipages militaires.
À la fin de la guerre, la moitié des chiens de traîneaux sont morts en mission. Les autres chiens seront adoptés par les soldats qui s'en occupaient.

### Après-guerre
Le capitaine Moufflet regagne la vie civile le 28 juin 1920.

## Distinctions
|  |  |  |

- Chevalier la Légion d'honneur
- Croix de guerre avec palmes
- Croix militaire du Royaume-Uni

### Vidéographie
- [vidéo] Nom de code : Poilus d'Alaska, de Marc  Jampolsky, de Bonne Pioche Productions et Ideacom, 2012 [présentation en ligne] ; pour Arte et Radio Canada

- [vidéo] La guerre de montagne (front des Vosges) : L'entraînement des chiens de traîneaux, de ECPAD, de la Section Cinématographique de l’Armée, coll. « 14.18 A 305 », 1916 [présentation en ligne]